# Сеймур (округ О-Клер, Вісконсин)
Сеймур (англ. Seymour) — місто (англ. town) в США, в окрузі О-Клер штату Вісконсин. Населення — 3352 особи (2020).

## Демографія
Згідно з переписом 2010 року, у місті мешкало 3209 осіб у 1232 домогосподарствах у складі 966 родин. Було 1293 помешкання
Расовий склад населення:
| - 96,4 % — білих - 1,3 % — азіатів - 0,4 % — корінних американців - 0,4 % — чорних або афроамериканців |

До двох чи більше рас належало 1,2 %. Частка іспаномовних становила 0,6 % від усіх жителів.
За віковим діапазоном населення розподілялося таким чином: 22,2 % — особи молодші 18 років, 65,5 % — особи у віці 18—64 років, 12,3 % — особи у віці 65 років та старші. Медіана віку мешканця становила 44,4 року. На 100 осіб жіночої статі у місті припадало 107,4 чоловіків;  на 100 жінок у віці від 18 років та старших — 108,5 чоловіків також старших 18 років.
Середній дохід на одне домашнє господарство  становив 78 449 доларів США (медіана — 66 667), а середній дохід на одну сім'ю — 94 490 доларів (медіана — 81 384). Медіана доходів становила 55 524 долари для чоловіків та 39 960 доларів для жінок. За межею бідності перебувало 9,6 % осіб, у тому числі 16,0 % дітей у віці до 18 років та 5,4 % осіб у віці 65 років та старших.
Цивільне працевлаштоване населення становило 1888 осіб. Основні галузі зайнятості: освіта, охорона здоров'я та соціальна допомога — 27,0 %, виробництво — 22,6 %, науковці, спеціалісти, менеджери — 11,0 %, мистецтво, розваги та відпочинок — 10,9 %.